# Zeldman
Zeldman è un mockumentary comico del 2006, scritto e diretto da Cosimo Messeri.

## Trama
Vicissitudini di Cosmo Zeldman, eccentrico cantautore armeno/americano degli anni sessanta - vera fonte di ispirazione per tutti i più grandi del pop-rock - misteriosamente scomparso dopo essere diventato calvo in una sola notte. La sua storia è raccontata attraverso filmati dell'epoca, da amici, collaboratori, e da chi ebbe la fortuna di frequentarlo in quel tempo ormai lontano e fumoso.

## Riconoscimenti
- 2006 - ValdarnoCinema Film Festival
  - Premio della critica
  - Miglior opera prima